# Battaglia di Hel
La battaglia di Hel è stata una battaglia della seconda guerra mondiale combattuta dal 1 settembre al 2 ottobre 1939 nella penisola di Hel, sulla costa del Mar Baltico, tra le forze di invasione tedesche e i difensori polacchi. La difesa della penisola di Hel ebbe una durata superiore a qualsiasi altra effettuata dalle forze polacche durante l'invasione tedesca, e fu resa possibile dal sistema di fortificazioni costruito negli anni '30 sulla penisola di Hel, situata vicino al confine tra la Polonia e il Terzo Reich.
A partire dal 20 settembre 1939, dopo che l'armata polacca della Pomerania (Armia Pomorze) fu sconfitta nella battaglia della foresta di Tuchola e dopo che le altre roccaforti polacche costiere erano capitolate nelle battaglie di Westerplatte, Gdynia e Kępa Oksywska, Hel rimase l'unica vera sacca della resistenza militare polacca nella Polonia settentrionale. Fu anche l'unico luogo in cui vennero impiegate navi durante l'invasione tedesca della Polonia, fatta eccezione per i colpi sparati dalla vecchia corazzata SMS Schleswig-Holstein contro la fortezza di Westerplatte, a Danzica, il 1º settembre del 1939.
I tedeschi imbottigliarono i difensori della penisola di Hel e non intrapresero grandi operazioni di terra fino alla fine del settembre 1939. Circa 2 800 soldati polacchi, che facevano parte della formazione di difesa costiera terrestre, sotto il comando del contrammiraglio Włodzimierz Steyer, difesero l'area dal 1 settembre al 2 ottobre 1939, capitolando a causa dell'esaurimento delle scorte e del basso morale dei soldati.

## Contesto
La costruzione di un porto della Marina polacca a Hel, sulla punta dell'omonima penisola, iniziò nel 1931 e nel 1936 la sezione nord della penisola di Hel fu ufficialmente dichiarata area fortificata di Hel (Helski Rejon Umocniony). Allo scoppio del conflitto la realizzazione delle fortificazioni non era ancora stata ultimata, ma nei mesi precedenti, all'intensificarsi delle tensioni tra la Polonia e la Germania, le fortificazioni furono oggetto di migliorie temporanee.
L'area fortificata, disponeva di batterie di artiglieria costiere (antinave) e contraeree. Le batterie costiere della Divisione di artiglieria costiera comprendevano una batteria da 4 cannoni da 152 mm (6 pollici), due batterie più vecchie da 2 cannoni da 105 mm (4,1") e tre batterie da 8 cannoni da 75 mm (3"). Le batterie antiaeree della 2ª divisione navale antiaerea di artiglieria erano equipaggiate con 6 cannoni da 75 mm e 8 da 40 mm (1,6"), 17 mitragliatrici, e due da 120 cm (47"). La copertura di fanteria per l'area fortificata fu fornita da un'unità del Corpo di difesa di frontiera (KOP - Korpus Ochrony Pogranicza) - il battaglione KOP di Hel sotto il maggiore Jan Wiśniewski - dotato di diversi pezzi di artiglieria (4 da 75 mm e 6 da 37 mm), 62 mitragliatrici, 2 mortai grandi e 9 piccoli. La divisione di artiglieria costiera era forte di 162 soldati, la 2ª divisione di artiglieria antiaerea navale di 1 000 soldati e il battaglione KOP di 1 197 soldati.
Il comando generale dell'area fortificata era posta agli ordini del contrammiraglio Włodzimierz Steyer. Tuttavia, Hel divenne anche quartier generale per il comandante della Marina polacca, il contrammiraglio Józef Unrug, che trasferì lì il suo centro di comando alla vigilia dell'invasione, il 31 agosto 1939.  Józef Unrug riteneva quell'area fortificata come la più adatta a una difesa prolungata rispetto alle difese provvisorie intorno al suo quartier generale a Gdynia. In tale ottica Unrug rinforzò l'Area di Hel con i soldati della sua guarnigione di Gdynia.
Nel settembre del 1939, circa 2 800 soldati erano di stanza nell'area. Nonostante le batterie costiere di Hel fossero le più potenti in Polonia, erano comunque inadeguate a confrontarsi con la marina del Terzo Reich e non costituivano una minaccia per le numerose corazzate tedesche. Anche le batterie per la difesa aerea di Hel erano poche e troppo leggere per scoraggiare gli aerei nemici; gli aerei dello Squadrone aereo navale di stanza nel vicino paese di Puck, incaricati di difendere Hel, erano più obsoleti dei loro omologhi tedeschi ed erano superati in rapporto numerico di circa 10:1 dagli aerei tedeschi.

## Battaglia

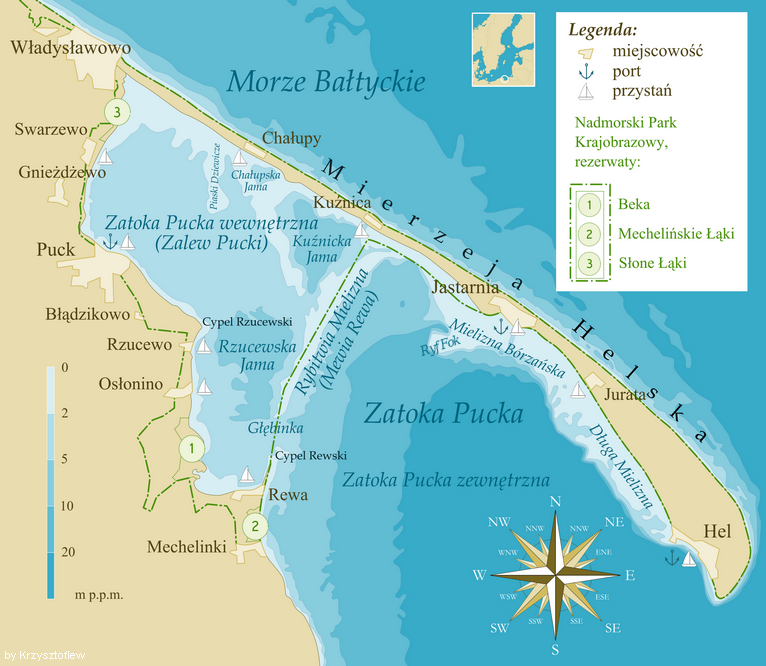
Mappa della penisola di Hel. La città di Hel è alla punta della penisola.

Hel fu bersaglio di attacchi aerei da parte della Luftwaffe fin dal primo giorno dell'invasione. Il primo raid aereo avvenne alle 13:30 del 1 settembre 1939, colpendo le batterie costiere polacche. Il secondo raid aereo, lo stesso giorno alle 18:00, colpì le navi nel porto, danneggiando la posamine leggera polacca Mewa. Ulteriori incursioni aeree si verificarono il giorno seguente.
Il 3 settembre 1939, il cacciatorpediniere polacco Wicher e la grande posamine Gryf, supportati dal fuoco polacco delle batterie costiere, furono ingaggiati da due cacciatorpediniere tedeschi, Z1 Leberecht Maass e Z9 Wolfgang Zenker. Lo Z1 Leberecht Maass subì lievi danni e 4 morti. Anche il Gryf polacco subì danni lievi, con 7 morti. Le navi tedesche si ritirarono e, più tardi quel giorno, la Luftwaffe affondò il Gryf e il Wicher, così come la posamine leggera Mewa; la cannoniera polacca General Haller subì gravi danni e fu abbandonata, affondando il 6 settembre. Anche la cannoniera polacca Komendant Piłsudski, sebbene in gran parte intatta, fu abbandonata. Ciò contribuì all'eliminazione della già pesantemente superata Marina polacca come forza di combattimento sul Mar Baltico, con solo tre posamine leggere rimaste operative nel teatro e tre cacciatorpediniere evacuate nel Regno Unito prima dell'inizio della guerra (operazione Peking). Gli equipaggi sopravvissuti delle navi polacche affondate, si unirono ai difensori della guarnigione, e due cannoni da 120 mm della Gryf vennero recuperati per l'uso a terra.

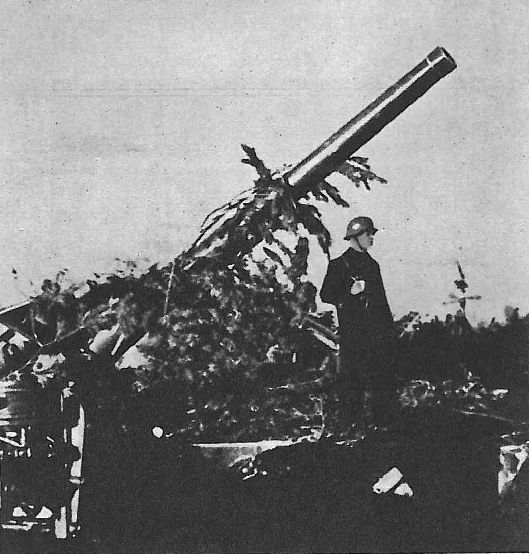
Cannone da 75 mm della contraerea polacca

Nella prima settimana di settembre, l'esercito tedesco riuscì a costringere le unità polacche dell'armata della Pomerania a ritirarsi dal corridoio di Danzica e, dopo aver catturato la vicina città di Puck, il 9 settembre iniziò ad assaltare le forze polacche nella penisola di Hel. Le truppe d'assalto tedesche includevano il 42º reggimento di guardia di frontiera e il 5º reggimento di cavalleria. Le forze polacche iniziarono una lenta ritirata verso il porto di Hel situato nella penisola. Il 10 settembre i tedeschi conquistarono il villaggio di Swarzewo e l'11 settembre la città di Władysławowo vicino alla base della penisola. I difensori polacchi fortificarono il villaggio successivo, Chałupy, a circa un quinto della penisola. I tedeschi, avendo bloccato e isolato le unità polacche, non intrapresero importanti offensive terrestri fino alla fine del mese.
Nella notte tra il 12 e il 13 settembre 1939, le rimanenti posamine leggere polacche posizionarono un campo minato vicino a Hel. Il giorno seguente, la Luftwaffe affondò le posamine leggere Jaskółka e Czapla nel porto di Jastarnia, mentre i restanti posatori, Czajka, Rybitwa e Żuraw, furono danneggiati. Vista la superiorità tedesca sul Mar Baltico, le rimanenti unità navali polacche attraccarono il porto di Hel ed i loro equipaggi si unirono alle forze di terra. Gli armamenti delle navi furono smantellati e convertiti in ulteriori postazioni di cannoni terrestri.
Dal 18 settembre, le unità navali tedesche, comprese le vecchie navi da guerra Schleswig-Holstein e Schlesien, bombardarono la penisola di Hel, con scarsi risultati. Il 25 settembre la corazzata Schleswig-Holstein fu leggermente danneggiata dalle batterie costiere polacche. Un successivo bombardamento da parte delle navi da guerra ebbe luogo il 27 settembre. Numerosi raid aerei presero di mira l'Hel e le batterie antiaeree polacche si dimostrarono molto efficaci, abbattendo tra i 46 e 53 aerei tedeschi.
Lo storico Henry Steele Commager scrive che i tedeschi, dopo essere stati inizialmente bloccati dalle difese polacche, utilizzarono batterie di artiglieria terrestre e una batteria di treni corazzati per sostenere il fuoco. Secondo Commager, le forze tedesche avanzarono lentamente, affrontando ancora sostanziali resistenze e contrattacchi; e il 25 settembre, dopo che i tedeschi occuparono il villaggio di Chałupy, gli ingegneri militari polacchi fecero esplodere dei siluri nella parte più stretta della penisola, trasformando temporaneamente la penisola in un'isola.
Un resoconto alquanto diverso, tuttavia, appare in Poland's Battles, 1939–1945: an Encyclopedic Guide, a cura di Krzysztof Komorowski: il capitolo sulla battaglia di Hel afferma che fino al 28 settembre non si verificarono ingenti combattimenti terrestri, quando le unità tedesche avanzarono lentamente verso Chałupy. In questo resoconto, la principale spinta tedesca ebbe luogo il 30 settembre 1939. Le unità tedesche incaricate di conquistare Hel, il 374º reggimento di fanteria e il 207º reggimento di artiglieria leggera, occuparono Chałupy il 30 settembre, e solo successivamente i polacchi fecero esplodere dei siluri. Il danno risultante fu tuttavia "meno del previsto", sebbene avesse danneggiato la linea ferroviaria della penisola.
Il 1º ottobre 1939 il comandante della Marina polacca, il contrammiraglio Józef Unrug, tenendo conto del fatto che l'avamposto polacco stava esaurendo le scorte e che nessuna forza di soccorso sarebbe arrivata, e in vista del basso morale delle truppe, con due tentativi di ammutinamento che erano stati repressi il 29 e 30 settembre, diede l'ordine di capitolare. Alcuni soldati polacchi tentarono di fuggire attraverso il Mar Baltico verso la neutrale Svezia sul naviglio leggero e sulle navi civili rimanenti, ma la maggior parte dei tentativi non ebbe successo. I tedeschi occuparono la penisola di Hel entro il 2 ottobre 1939.
Alcuni resoconti della battaglia di Hel riportano l'affondamento il 1º ottobre 1939, della dragamine tedesca M85 da parte di una mina vicino alla penisola di Hel, con 24 morti. Il campo minato era stato posato dal sottomarino polacco Żbik come parte dell'operazione Worek. Żbik e altri due sottomarini, Sęp e Ryś - di stanza a Hel - erano andati in mare il 1º settembre.

## Conseguenze

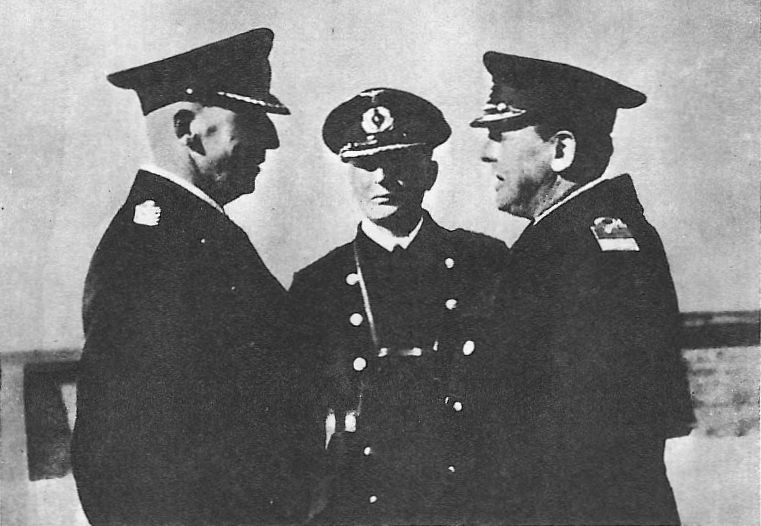
Capitolazione di Hel,. Il comandante polacco Stefan Frankowski (a destra) e l'ammiraglio tedesco Hubert Schmundt (a sinistra)

Le vittime polacche della battaglia furono modiche: circa 50 morti e 150 feriti. Circa 3 600 soldati polacchi furono fatti prigionieri. Le perdite tedesche erano simili, stimate in poche decine di morti e feriti.
Le navi polacche leggere, posamine, cannoniere e unità non combattenti come i rimorchiatori, rimaste indenni alle incursioni aeree furono catturate dai tedeschi. Quelle affondate durante le incursioni e quelle autoaffondate prima della capitolazione (le fonti variano), furono recuperate nelle settimane successive dalle acque poco profonde e incorporate a servizio della marina tedesca.
Dopo la capitolazione di Hel, l'unica resistenza militare organizzata in Polonia fu condotta dal gruppo operativo indipendente Polesie, che capitolò dopo la battaglia di Kock il 5 ottobre 1939, segnando la fine della resistenza organizzata all'invasione tedesca.
Alcune fortificazioni di Hel sopravvissero, per poi diventare attrazioni turistiche. Una delle quattro batterie Bofors da 152 mm di Hel è ora esposta al Museo dell'esercito polacco di Varsavia.
La battaglia di Hel appare tra le battaglie inscritte sulla Tomba del Milite Ignoto a Varsavia.